# Vincenzo Pardini
(Vincenzo Pardini, da un'intervista di Angelo Ricci.)
Vincenzo Pardini (Fabbriche di Vallico, 7 luglio 1950) è uno scrittore e giornalista italiano.
Collabora a La Nazione e alle riviste Nuovi Argomenti e Paragone.

## Biografia
Vincenzo Pardini nasce nel 1950 a Fabbriche di Vallico (Lucca).
Inizia a scrivere da bambino, appassionandosi a Carlo Collodi e Renato Fucini. 
Nel 1975, a venticinque anni, spedisce alcuni dei suoi racconti a Enzo Siciliano per la rivista Nuovi Argomenti. L'anno seguente due di questi racconti furono pubblicati. Durante la sua carriera ebbe modo di conoscere alcuni importanti scrittori italiani: Giovanni Raboni, Cesare Garboli, Natalia Ginzburg (che lo definì "Il nostro Maupassant ")  e Alberto Moravia .
Ha lavorato come guardia giurata e oggi vive a Stabbiano, in una zona ai confini con Lucca.

## Tematiche
Lo stereotipo ricorda Pardini come "lo scrittore degli animali". Malgrado la forte presenza di un mondo animale, spesso ferino, l'opera di Pardini è incentrata sulla condizione umana. La patina mitologica e metaforica racconta in realtà la follia e le tenebre dell'animo umano .
Gli animali per Pardini esprimono una sacralità spaventosa ed al contempo affascinante, l'ambientazione boschiva rimanda ai luoghi di vita dell'autore, sottolineando la sua profonda conoscenza delle tradizioni locali e del territorio fisico .
All'interno delle sue storie appaiono spesso personaggi in divisa, forse un rimando alla sua professione di una vita .

## Opere
Ha pubblicato diverse raccolte di racconti, fra cui La terza scimmia, vincitore del premio Pasolini per la narrativa 2001, e Tra uomini e lupi, vincitore del premio Viareggio Repaci un libro per l'inverno edizione 2006 e finalista al Premio Volponi; diversi romanzi, fra cui Jodo Cartamigli, da cui è stato tratto il film Il mio West e vincitore del Gandovere Franciacorta e del Corrado Alvaro Rhegium Julii edizione 1989; e libri per bambini, fra cui Gnenco il pirata, adottato anche nelle scuole.
Un suo racconto, dal titolo Acchiappatassi, si trova nel Meridiano Mondadori dedicato ai classici del Novecento.

### Narrativa
- La volpe bianca, racconti, La Pilotta 1981
- Il falco d'oro, racconti, Mondadori 1983; peQuod 2006
- Il racconto della Luna, romanzo, Mondadori 1987
- Jodo Cartamigli, romanzo, Mondadori 1989 (Premio Nazionale Rhegium Julii, Narrativa[6] 1989 e Premio Gandovere Franciacorta 1989)
- La mappa delle asce, racconti Theoria 1990
- La congiura delle ombre, racconti Theoria 1991
- Giovale, romanzo, Bompiani 1993
- Rasoio di guerra, racconti, Giunti 1995
- Il mulattiere dell'Apocalisse, radiodramma, Rai Eri 1997
- La terza scimmia, racconti, Quiritta 2001 (Premio Pasolini per la narrativa 2001)
- Lettera a Dio, romanzo, peQuod 2004
- Storia di Alvise e del suo asino biondo, racconto, Gaffi 2004
- Tra uomini e lupi, racconti, peQuod 2005 (Premio Viareggio Repaci un libro per l'inverno 2006; finalista Premio Volponi 2006)
- Rasoio di guerra, racconti, peQuod 2007
- Non rimpiango, non lacrimo, non chiamo, con Marino Magliani, romanzo, Transeuropa 2009
- Banda randagia, racconti, Fandango Libri  2010
- Il viaggio dell'orsa, racconti, Fandango Libri 2011
- Il postale, romanzo, Fandango Libri 2012
- Grande secolo d'oro e di dolore, romanzo, il Saggiatore 2017
- L'accecatore, romanzo, peQuod 2021
- Il valico dei briganti, romanzo, Vallecchi, 2023, ISBN 9788882521844
- Vita di Cristo e del suo cane randagio, romanzo, Vallecchi, 2024, ISBN 9788882521851

### Libri per bambini
- Gnenco il pirata, romanzo per ragazzi, Emme Edizioni 1990
- Pumillo il gatto dei boschi, romanzo per ragazzi, Laterza 1998
- Gli animali in guerra, romanzo per ragazzi, Laterza 1999